# نشيد غواتيمالا الوطني
نشيد غواتيمالا الوطني (بالإسبانية:Himno Nacional de Guatemala)، هو النشيد الوطني الرسمي لدولة غواتيمالا، كتبه خوسيه خواكين بالما دي مايوركا (1844-1911)، ولحّنه رافائيل ألفاريز أوفال.